# Olovo(II) hidroksid
Olovo(II) hidroksid, , je hidroksid olova u oksidacionom stanju +2. On je jednostavno jedinjenje, koje nije stabilno u čvrstom stanju. Bazni karbonati olova ili olovo(II) oksid (PbO) se sreću u praksi umesto olovo hidroksida.
Kad se alkalni hidroksid doda u rastvor olovo(II) soli, dobija se hidratisani olovo oksid PbO·xH2O (sa x < 1). Pažljiva hidroliza rastvora olovo(II) acetata daje kristalni proizvod sa formulom .
U rastvoru, olovo(II) hidroksid je donekle slaba baza, koja formira olovo(II) jon, Pb2+, pod blago kiselim uslovima. Ovaj katjon se hidrolizuje i, sa progresivnim povišenjem alkalnosti, formira se 2, i druga jedinjenja, uključujući nekoliko polinuklenih jedinjenja, npr., .

## Spoljašnje veze
- Архивирано на веб-сајту  (5. јун 2009)
- Архивирано на веб-сајту  (5. октобар 1999)